# 柳瀨敬之
柳瀬敬之為日本的機械設計師。
於1998年以PS版《神佑擂台》片頭動畫的機械設定出道。1999年時進入FromSoftware公司，在擔任Xbox遊戲《叢-MURAKUMO-》的主要機械設定後退出，現在為自由活動中。

## 主要參與作品

### 動畫
2005年
- 交響詩篇艾蕾卡7

2006年
- 死亡代理人
- ZEGAPAIN
- 機動戰士GUNDAM MS IGLOO 默示錄0079
- 幕末機關說

2007年
- 奔向地球
- DARKER THAN BLACK -黑之契約者-
- 機動戰士GUNDAM00

2008年
- 機動戰士GUNDAM00 -第二季-

2010年
- 破刃之劍
- 劇場版 機動戰士GUNDAM00 -A wakening of the Trailblazer-
- STAR DRIVER 閃亮的塔科特

2011年
- 火球
- 死囚樂園
- 武裝神姬 Moon Angel
- UN-GO

2012年
- 交響詩篇AO

2013年
- STAR DRIVER THE MOVIE
- 革命機Valvrave
- 旋風管家 Cuties

2014年
- 地球隊長
- 樂園追放 -Expelled from Paradise-

2015年
- 彗星·路西法
- Concrete Revolutio～超人幻想～

2016年
- Scared Rider Xechs（動畫）

2017年
- 無敵鐵金剛 / INFINITY

2019年
- 笑容的代價
- 鋼彈創鬥者 潛網大戰Re:RISE
- 機甲英雄 機鬥勇者

2021年
- 機戰少女Alice

2022年
- 霸權動畫！
- 機動戰士GUNDAM 水星的魔女

2023年
- 境界戰機 第二季
- 機甲英雄 機鬥勇者（劇場）

### 電玩遊戲
1998年
- 神佑擂台

1999年
- 保鑣
- 機戰傭兵2

2000年
- 機戰傭兵2 另一個時代

2001年
- 叢-MURAKUMO-

2005年
- 超級機器人大戰J

2007年
- 超級機器人大戰W
- 超級機器人大戰OG ORIGINAL GENERATIONS
- 異世紀機器人大戰A.C.E. 3 THE FINAL

2008年
- Ayumayu Alternative
- 潛龍諜影4：愛國者之槍

2009年
- 太空戰鬥機 奔雷行動

2010年
- 太空戰鬥機 Another Chronicle
- Scared Rider Xechs

2011年
- Steel Chronicle

2012年
- 太空戰鬥機 SECOND PROLOGUE

2013年
- 潛龍諜影崛起：再復仇

2015年
- 異域神劍X

2018年
- 機戰少女Alice

2019年
- 余生
- 死亡擱淺

2021年
- Border Break

2023年
- 機戰傭兵VI 境界天火

### 模型玩具
2007年
- 武裝神姬 第4彈EX武器套組 砲台型MMS 芙朵布萊克

2008年
- 武裝神姬 第8彈EX武器套組Plus 火器型MMS 潔諾葛拉朵

2009年
- 骨架機甲[1] #000 骨架結構主體 Type001
- 骨架機甲 #001 SA-16 短劍式
- 骨架機甲 #002 三二式一型 轟雷

2010年
- 武裝神姬 第11彈 女武神型MMS 亞爾特萊寧／亞爾特艾涅斯
- 骨架機甲 #003 SA-16d 彎刀式
- 骨架機甲 #004 三二式伍型 漸雷

## 外部連結
- （日語）WIND FALL HP